# Andy Field
Andy Field (n. 21 iunie 1973, Greater London, Anglia, Regatul Unit) este un academician englez care în prezent e profesor de analize cantitative la Universitatea din Sussex. Field este autorul a mai multor manuale despre statistici, care se ocupă de obicei cu aplicarea software a teoriei statistice în SPSS și limbajul de programare R. Cărțile sale se caracterizează printr-un stil de scriere ireversibil, uneori scandalos, atipic pentru textele academice. 

## Viață profesională
Field a obținut diploma de licență în psihologie în 1994 la City University London și doctorat în filosofie la Universitatea din Sussex în 1997. Field a primit diferite onoruri de la British Psychological Society. Premiul Teaching Award in 2005, care recunoaște contribuții semnificativă la educație și formare în psihologie și în 2007 the Book Award pentru cea de-a doua ediție a cărții sale Discovering Statistics Using SPSS: and sex and drugs and rock 'n' roll. În 2010 a primit o bursă națională de predare pentru excelență individuală în predare. A devenit membru al Academiei de învățământ superior în 2009 și membru al Academiei de științe sociale în 2010. Actual se ocupă de cercetarea în anxietate, dezvoltarea copilului și matematică.

## Cărți publicate
- Discovering Statistics Using IBM SPSS Statistics: and Sex and Drugs and Rock 'N' Roll. Sage Publications, 2017.
- An Adventure in Statistics: The Reality Enigma. Sage Publications, 2016.
- Discovering Statistics Using R: and Sex and Drugs and Rock 'N' Roll. Sage Publications, 2012.
- How to Design and Report Experiments.  Sage Publications, 2003.
- Clinical Psychology. Learning Matters, 2003.